# 9569 Quintenmatsijs
9569 Quintenmatsijs eller 1988 CL2 är en asteroid i huvudbältet som upptäcktes den 11 februari 1988 av den belgiske astronomen Eric W. Elst vid La Silla-observatoriet. Den är uppkallad efter målaren Quinten Matsys.